# Benton, Missouri
Benton är administrativ huvudort i Scott County i Missouri. Orten har fått sitt namn efter politikern Thomas Hart Benton. Benton planlades år 1822.